# Bosquet de la Reine
Le bosquet de la Reine est un bosquet des jardins de Versailles.

## Localisation
Le bosquet de la Reine est délimité par l'allée du Mail au Sud, l'allée de l'Été à l'Ouest et l'allée de Cérès-et-de-Flore au Nord.
À l'angle Nord-Ouest se trouve le bassin de Bacchus.
Les entrées du bosquet sont situées à chacun de ses coins.

## Décoration
- Dans le cœur du bosquet :
  - Faune au chevreau
  - 4 bustes
- Niche est : Gladiateur combattant, Nicolas Coustou (1683)
- Niche ouest : Minerve

## Histoire

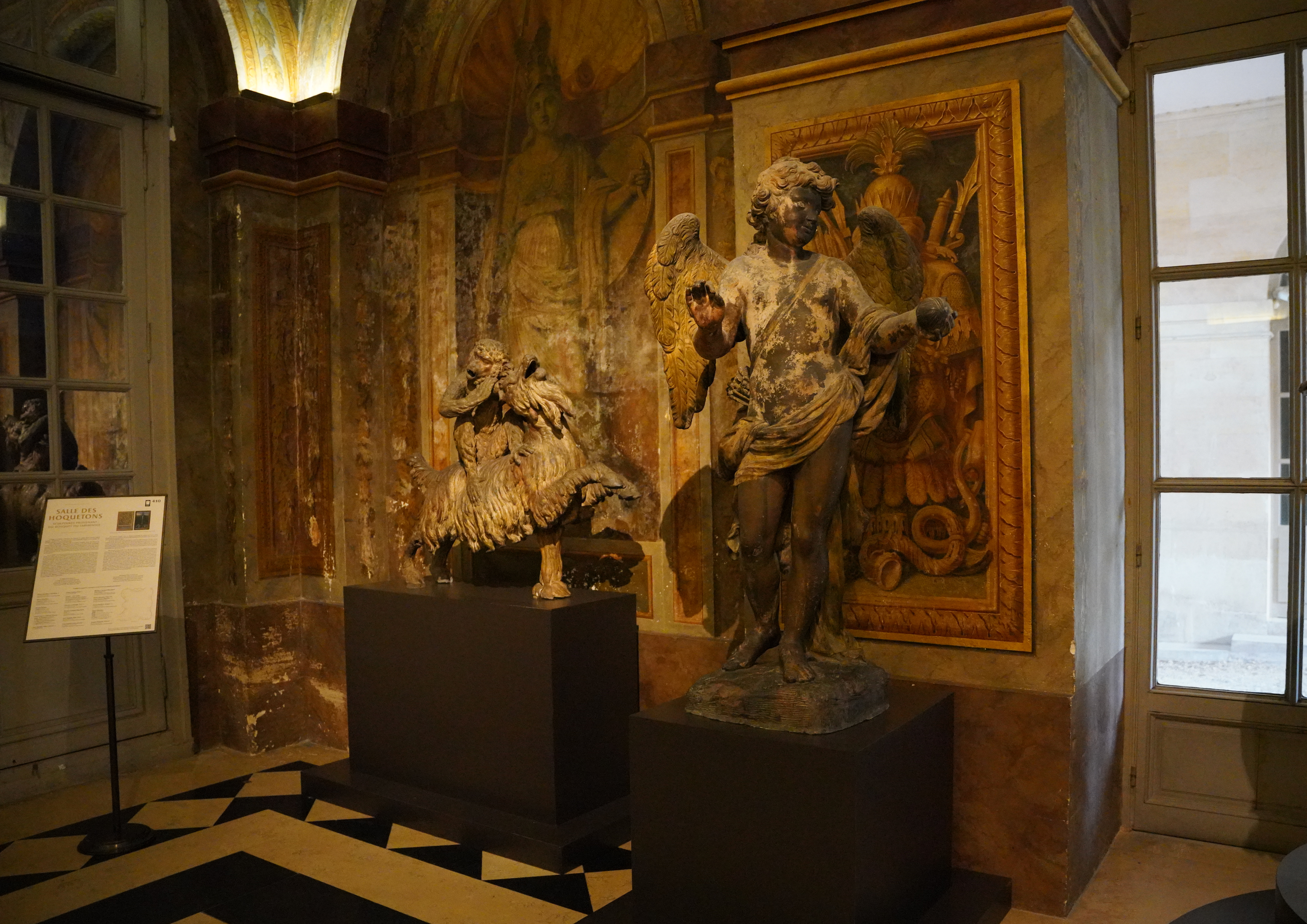
Amour et singe chevauchant un bouc provenant du bosquet du Labyrinthe, présenté ici dans la salle des Hoquetons.

Le bosquet de la Reine remplace le Labyrinthe, construit en 1669 et détruit vers 1775.
Les fontaines du bosquet sont installées à la fin du XIXe siècle.
Le bosquet est réaménagé au début des années 2020, afin de « retrouver la richesse végétale et la diversité botanique imaginées par Marie-Antoinette ». Environ 350 arbres sont plantés, de même que 50 variétés de roses.

## Arbres
On trouve dans le bosquet :

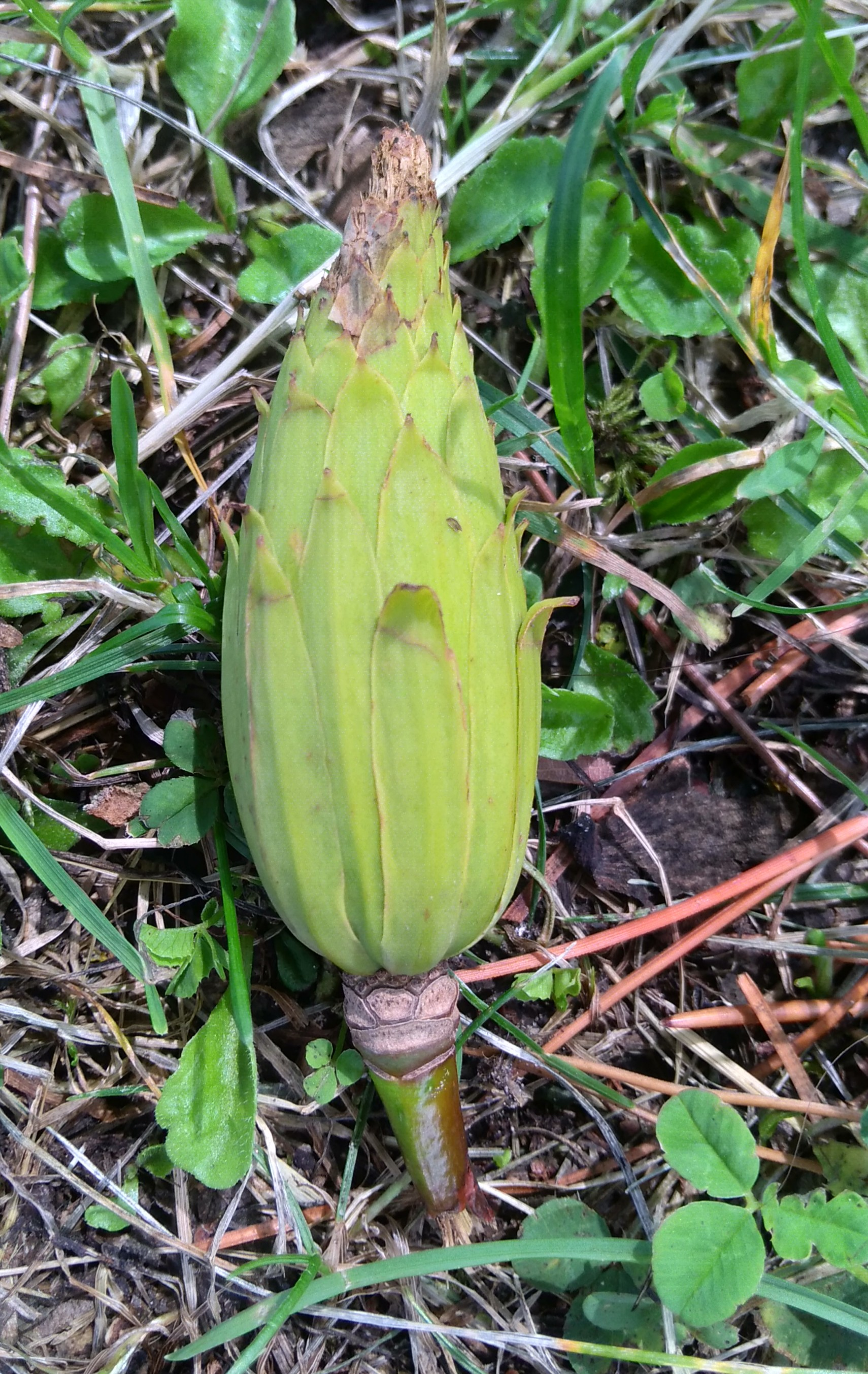
Fruit du tulipier de Virginie, photographié au bosquet de la Reine.

- un tulipier de Virginie (ou arbre aux lis)[1] ;
- un noisetier de Byzance.

## Statuaire

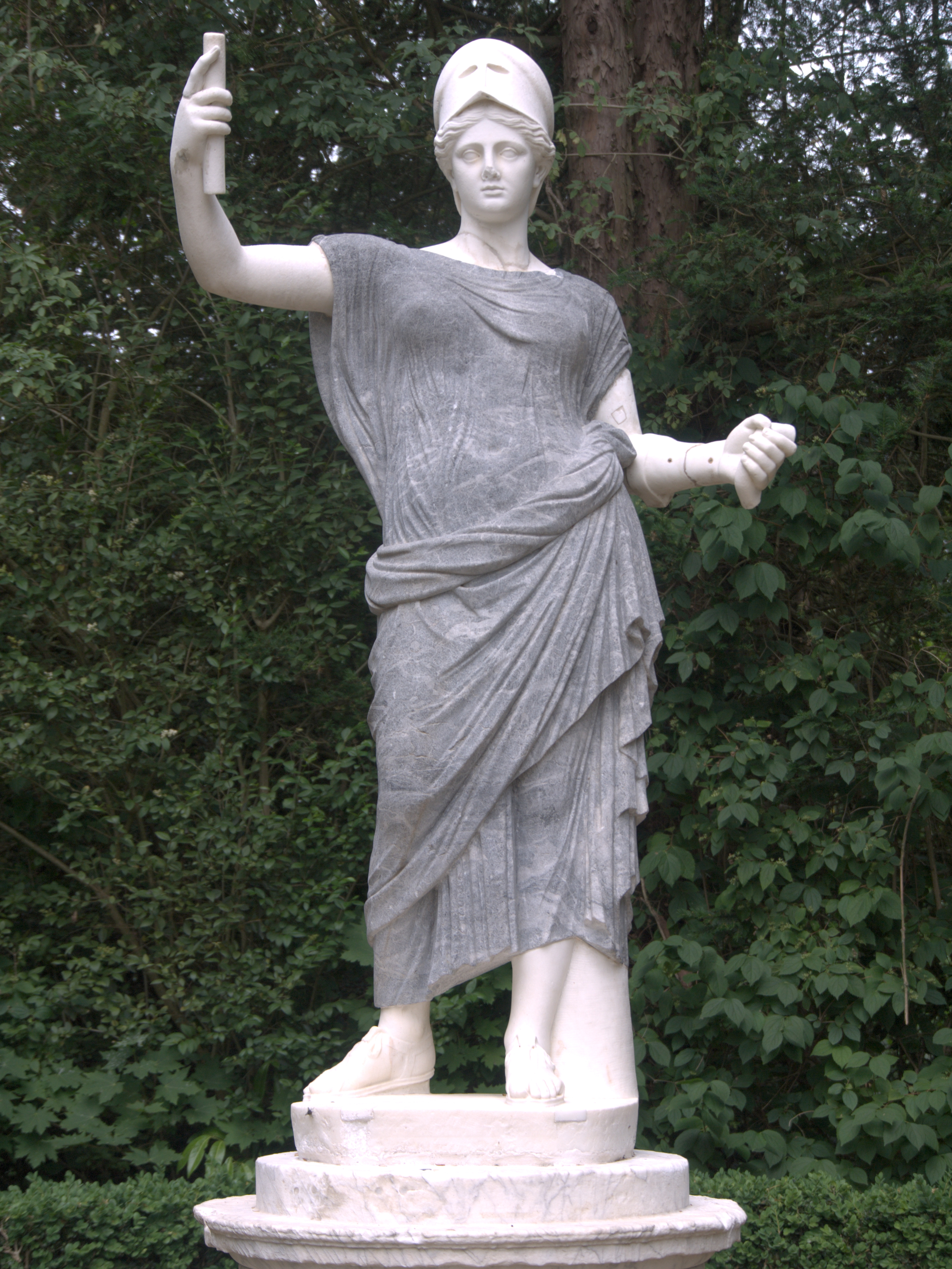
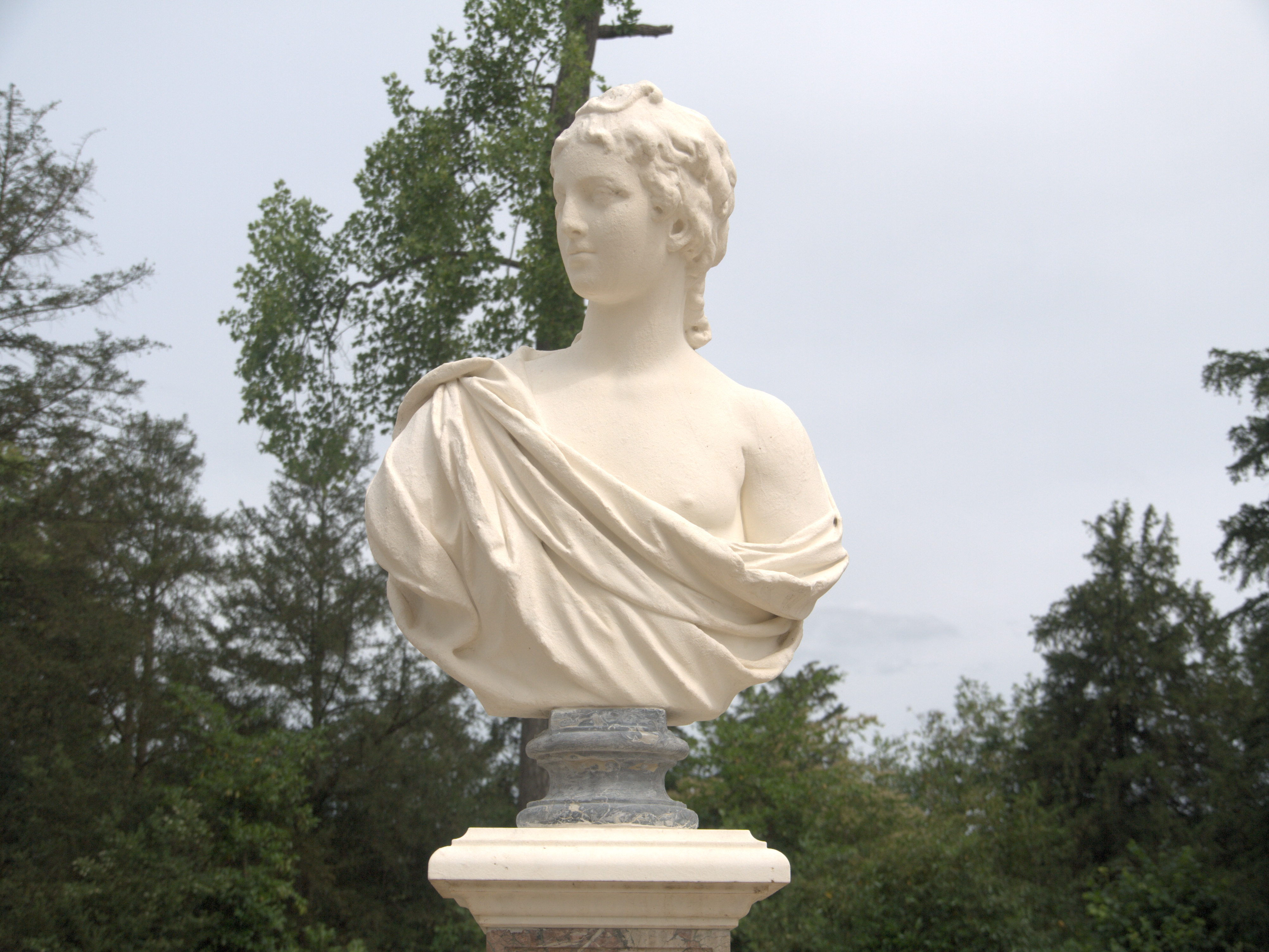
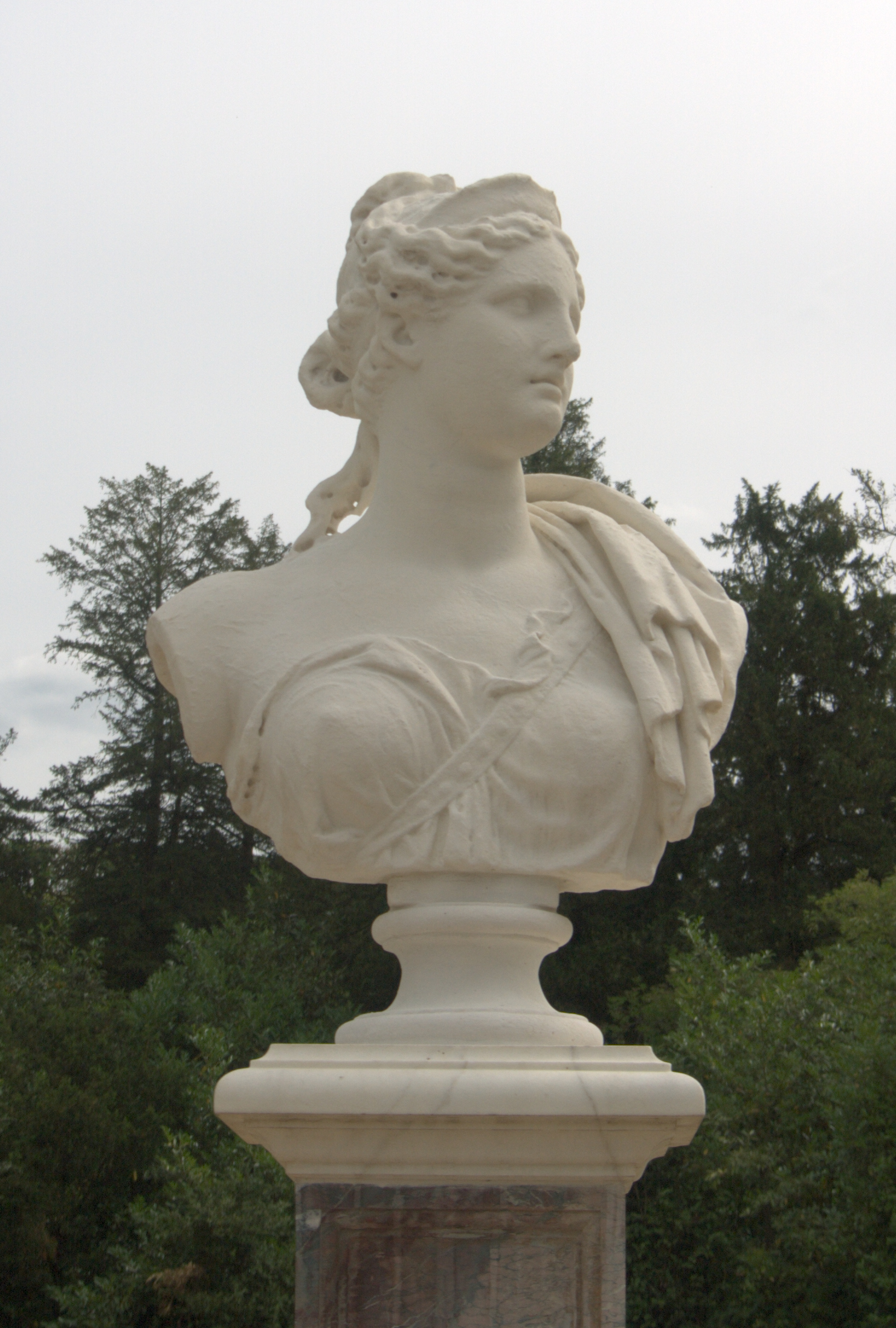
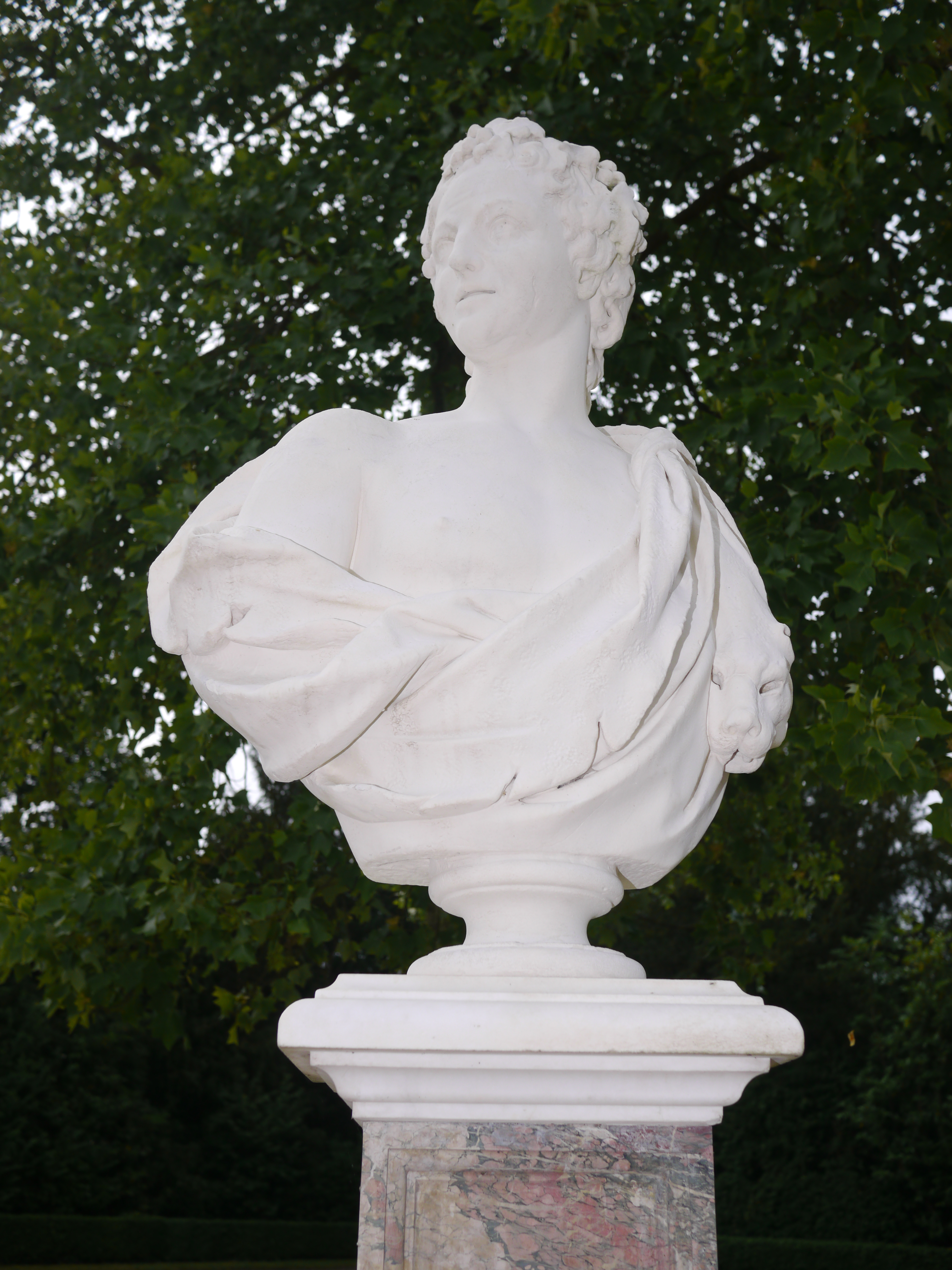
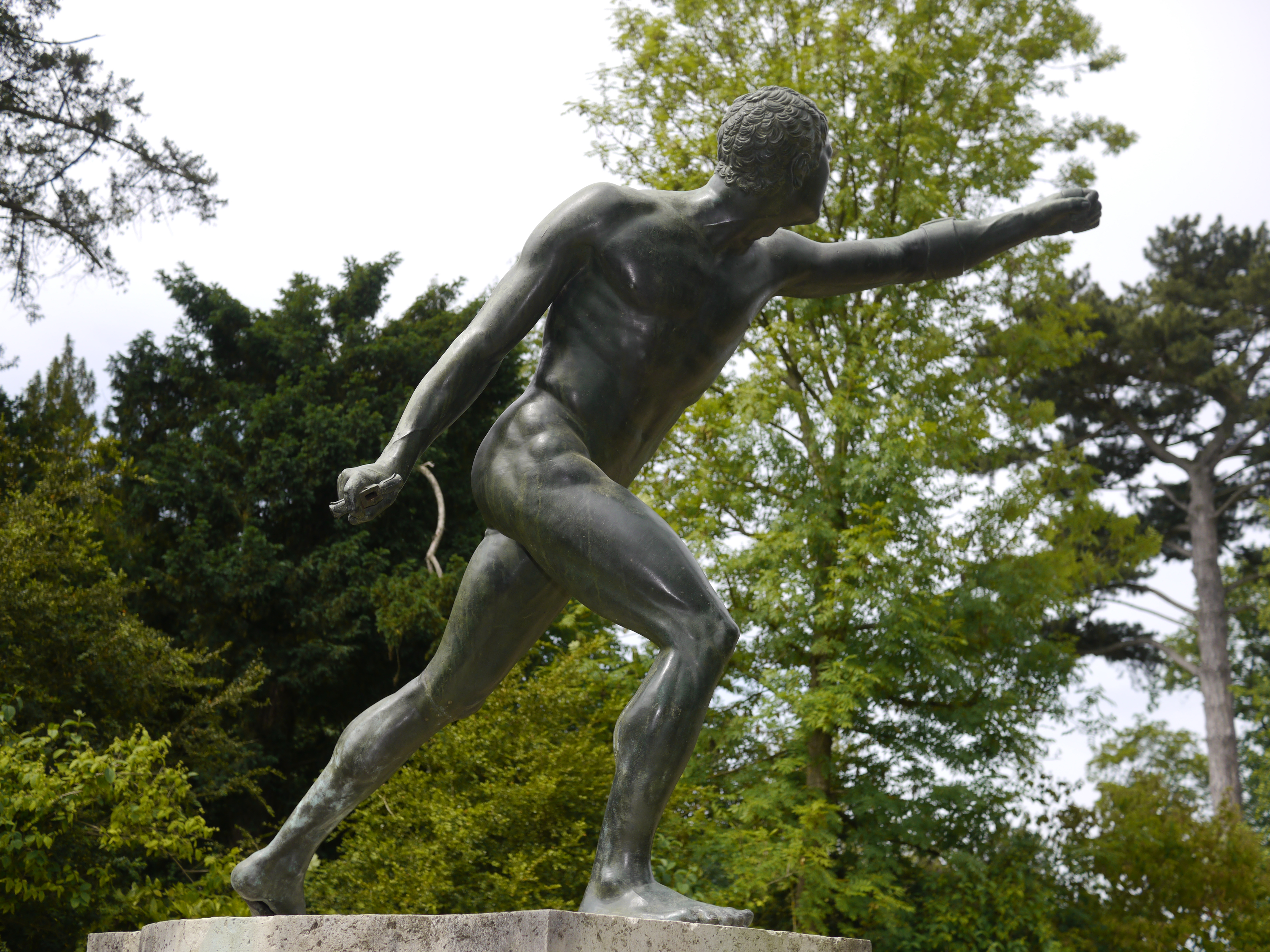
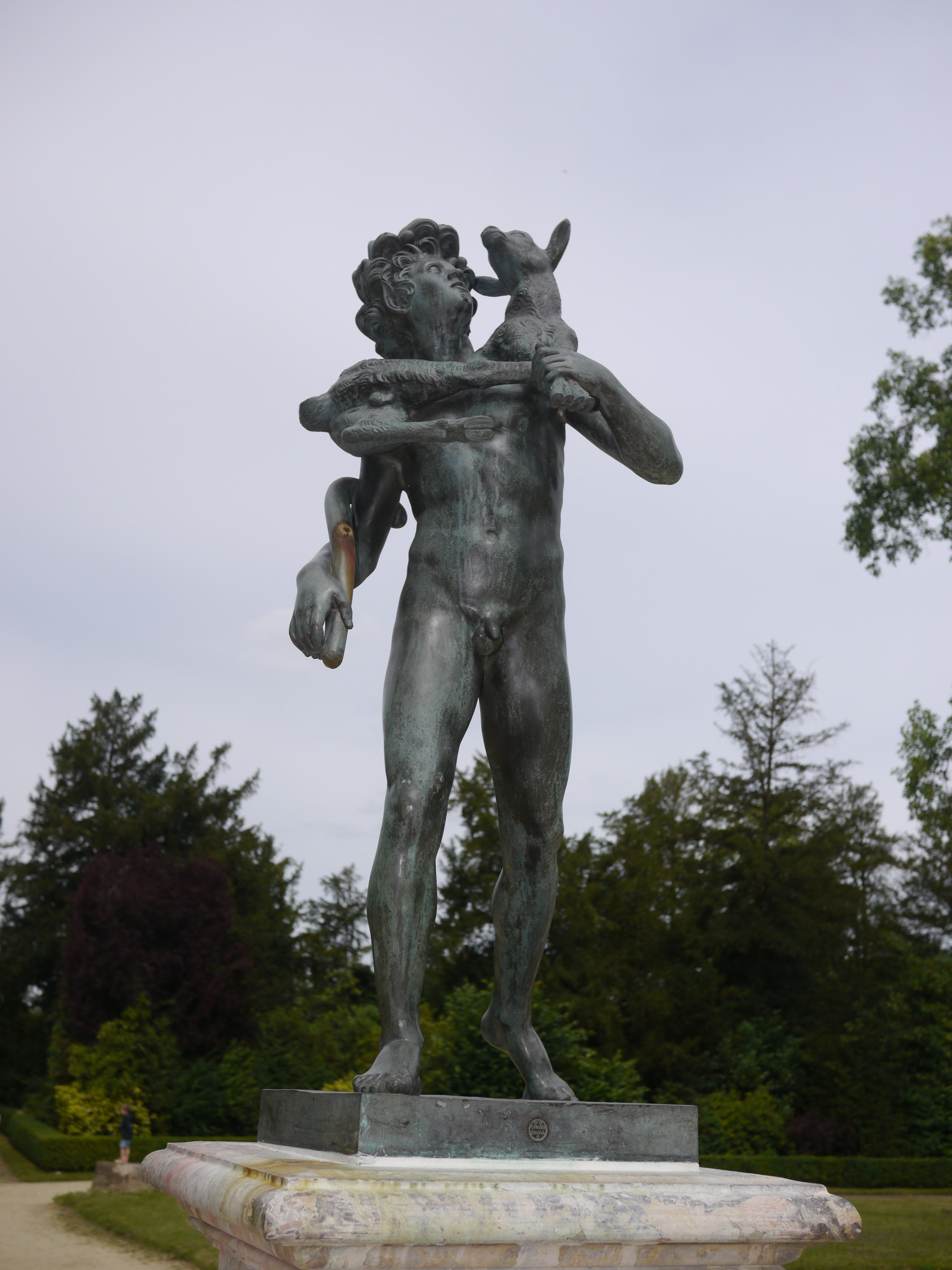